# Эссер, Ханс
Ханс Эссер (нем. Hans Esser; 15 января 1909, Эссен, Пруссия — 26 августа 1988, Хильден, Северный Рейн-Вестфалия) — немецкий фехтовальщик, призёр Олимпийских игр и чемпионатов мира.

## Биография
Родился в 1909 году в Эссене. В 1935 году стал бронзовым призёром Международного первенства по фехтованию. В 1936 году стал обладателем бронзовой медали в командном первенстве на саблях Олимпийских игр в Берлине, а в командном первенстве на шпагах занял 4-е место. В 1937 году завоевал бронзовую медаль первого официального чемпионата мира (тогда же Международная федерация фехтования задним числом признала чемпионатами мира все прошедшие ранее Международные первенства).
В 1952 году принял участие в соревнованиях по фехтованию на саблях в рамках Олимпийских игр в Хельсинки, но медалей не завоевал.